# Ambewadi
Ambewadi – wieś w Indiach położona w stanie Maharasztra, w dystrykcie Thane, w tehsilu Dahanu.
Według spisu ludności Indii z 2011 roku, w Ambewadi znajdują się 234 gospodarstwa domowe, które zamieszkuje 1018 osób.